# Eunidia breuningae
Eunidia breuningae là một loài bọ cánh cứng trong họ Cerambycidae.